# Evia
Evia (în greacă Εύβοια) este o insulă în Marea Egee și o prefectură greacă, în periferia Grecia Centrală. Reședința sa este Chalkis. 
Alte denumiri: în greaca modernă Εύβοια (pronunție aproximativă: evia), transliterația în caractere latine cf. ISO 843/97 Evvoia; în latină: Euboea; în română: Evia, Eubea, Eubeea sau, mai rar (în special în texte istorice), Euboia; în engleză: Euboea; în franceză: Eubée.

## Insula Evia
Cum se întâmplă cu mai toate insulele grecești, Evia a fost cunoscută în diferite perioade istorice și/sau în diverse culturi sub mai multe denumiri: Macris, Doliche, (H)Ellopia, Abantis (în perioada arhaică), Abantes (în textele homerice), Negroponte (evul mediu), Egrippos (perioada turcă). Diferiți istorici au avansat mai multe teorii cu privire la originea acestor denumiri. [ … ]

### Localizare geografică și descriere fizică
Lungă (175 km lungime), îngustă (6 până la 45 km lățime) cu o orientare generală de la N-V la S-E, insula este situată în imediata apropiere și paralel cu coasta de est a Greciei continentale, de care este despărțită la nord de Golful Pegasitikos iar la vest de Golful Maliakos, Golful Evia de Nord, canalul Evripos, Golful Evia de Sud și Golful Petalion. La sud și la est insula este mărginită de Marea Egee. După suprafață, Evia este a doua insulă a Greciei (după Creta) și a treia din estul Mării Mediterane (după Cipru și Creta).
Insula este o prelungire a unui lanț muntos care începe pe continent, în Tesalia (Athos, Olympus, Ossa și Pelion), traversează în lung Evia și continuă în câteva mici insulițe muntoase din sud (Andros, Tenos și Mykonos).
În centrul insulei există și câteva câmpii mănoase dintre care cea mai renumită este câmpia Lelantine (Ληλαντίο/Lilantio) situată între orașele Chalkis și Eretria.
Evia este divizată în trei regiuni 
delimitate natural și având caracteristici geomorfologice și de ambient diferite, ce corespund la trei grupuri muntoase distincte:
- nordul insulei: puternic împădurit, dominat de vârful Pyxaria (1.341 m), cu un climat similar cu cel al peninsulei Pelion situată în nord, pe continent;
- centrul insulei: cea mai largă și fertilă parte a Eviei, unde, la sud de muntele Dhirfis (1.745 m, cel mai înalt vârf al insulei) se întâlnesc câmpii relativ întinse; ambientul este asemănător cu cel al Beoției și Atticii cu excepția precipitațiilor, care sunt mai bogate în insulă;
- sudul insulei: zonă accentuat muntoasă având o climă cu influențe maritime; este zona cea mai depărtată de continent, cu o populație dispersată și cu un relief și ambient asemănător celui al insulelor din nordul Cicladelor); porțiune din insulă dintre a Dystos și a Styra, având în centru muntele Ochi (1.394 m), care leagă centrul de sudul insulei este cea mai îngustă parte a Eviei având o lățime minimă de numai 6 km

### Date economice
- porturi principale: Kymi, Chalkida și Karistos
- zăcăminte: magnezită (la Mantoudi și Limni, în nord), lignit (la Aliveri, dema Karistos), fier și nichel (în munții Dirphys);
- cariere: marmură (la trei kilometri nord de Eretria) cunoscută încă de pe vremea romanilor sub numele de „marmor chalcidicum”, azbest (la nord-est de Karistos, în munții Okhi);
- surse termale: la Edipsos, renumite încă din antichitate pentru efectele curative;
- păduri: castani, pini și platani;
- agricultură: culturi de grâu și viță de vie;
- zootehnie: oi, capre și vite;
- pescuit;
- ruine antice: la nord de Vathi ruinele se găsesc ruinele vechiului Aulis) (Avlida) unde legenda spune că Agamemnon a sacrificat-o pe fiica sa Ifigenia în cinstea zeiței Artemis),
- atracții turistice: iarna schi și vara sporturi acvatice;

### Transport
Insula Evia este legată de continent printr-o linie de feribot la Edipsos și prin două poduri construite peste strâmtoarea Evripos la Chalkis:
- podul vechi – un pod mobil (basculant) cu deschiderea de 40 m care a fost construit în 410 î.Hr., (în timpul războiului Peloponezian) și care, ulterior, a fost reconstruit de mai multe ori (ultima oară în anul 1848). Sub acest pod se poate observa un fenomen interesant, încă neexplicat: curentul marin își schimbă direcția de la nord la sud și vice-versa la fiecare șase ore;
- podul nou sau podul înalt – un pod pe piloni de beton cu înălțimea de 73,4 m și 69,3 m și tablier suspendat prin cabluri de oțel, dispuse în evantai, terminat în 1992 și deschis traficului în 1993. Are 695 m lungime și trei deschideri (90 m - 215 m – 90 m); este amplasat la sud de podul vechi.

### Istorie
Divizarea naturală a Eviei a determinat în paralel și o divizare tripartită socio-culturală a insulei în trei provincii, care s-au cristalizat pe la mijlocul Epocii de Bronz (2000 -1600 î.Hr.) o dată cu colonizarea preistorică (cca. 2000 î.Hr.) a insulei de către trei grupuri de populații ce s-au stabilit fiecare în altă zonă a insulei:
- dema Istiaias, în nord, unde s-au stabilit histiaei și ellopes, veniți din Tesalia, care probabil au trecut peste Golful Pegasitikos.
- dema Chalkida, în centru, unde s-au stabilit curetes kouretes) și abantes, veniți de pe continent peste canalul Evripos;
- dema Karistos, în sud, unde s-au stabilit dryopes (după ce a fost expulzat din sudul Tesaliei de către dorians, o parte a acestui trib au migrat în Evia unde au stabilit trei orașe Karistos, Dystos și Styra.

Cele trei grupuri de coloniști stabilite aici au dezvoltat culturi diferite a căror reminiscențe se întâlnesc și astăzi, iar cele trei provincii și-au păstrat importanța până în timpurile moderne, fiind prezente și în organizarea administrativă actuală. 
În perioada geometrică (cca. 1050 - 700 î.Hr.) acestor populații li s-au adăugat ionieni din Attica, aeolieni din Phthiotis, și dorieni din Peloponez. 
După ce s-au amestecat cu ionienii, zona centrală a insulei, controlată de abantes capătă pentru un timp o putere mai mare și exercită un soi de supremație asupra întregii insule, motiv pentru care Homer a numit toți locuitorii din insulă cu acest nume. 
În perioadă de înflorire din timpul civilizației Minoice (cca. 1200 î.Hr.) insula era împărțită între șapte orașe independente, dintre care cele mai importante erau Chalkis și Eretria (ambele colonii ale ionienilor din Attica). 
În Iliada se află un „Catalog al vaselor” al flotei grecești angajată în campania împotriva Troiei. Homer explică că printre orașele grecești care au furnizat vase lui Agamemnon s-au aflat și 7 orașe eviene care au participat cu 40 de vase la Războiul Troian (cca. 1184 î.Hr.): Chalkis, Eretria, Istiaia, Kirntho, Dion, Karisto și Stira. Această listă de orașe eviene corespunde în întregime geografiei politice din epoca arhaică (800-550 î.Hr.).
În cea mai mare parte, istoria Eviei este cea a acestor două orașe rivale și învecinate: Chalkis și Eretria. […]

### Populație
În zilele noastre populația Eviei nu este foarte variată. Ea este constituită din greci care au imigrat de pe continent și din alte insule. Alături de aceștia, în zona sudică, se întâlnesc albanezi (veniți probabil din Andros) iar în municipalitățile muntoase Metsovo și Epirus se întâlnesc vlahi.
Date demografice (2001)
- populație: insula 215.136 loc., prefectură 217.278 loc.;
- densitate: prefectură  52 loc/km2
- speranța de viață: 79 ani

## Prefectura Evia
Prefectura Evia (greacă Νομός Ευβοίας/Nomos Evvia) ocupă locul șapte ca suprafață, acoperind 3,16% din teritoriul total al Greciei. Ea face parte din periferia Grecia Centrală (Στερεά Ελλάδα/Sterea Ellada) și este localizată la 80 km N-E de Atena. Pe continent, prefectura Evia este limitrofă cu Prefectura Viotias (vechea Beoție).
Prefectura Evia este divizată cultural și economic (încă din antichitate) în trei provincii sau subprefecturi: Istiaias (în nord), Chalkida (centru) și Karistos (sud). 
Administrativ, prefectura Evia este divizată în 27 comunități locale: 
- 25 orașe (dimos): Edipsos, Amarynthos, Anthidona, Artemission, Avlida, Avlona, Dirfys, Dystos, Elymnies, Istiea, Karistos, Kirea, Konistres, Kymi, Lilantio, Marmarion, Messapies, Nilea, Styra, Tamines, Orei, Eretria, Nea Artaki, Skyros și Chalkida;
- 2 comune (kinotita): Kafirea și Lichada.

Prefectura Evia cuprinde insula Evia (3.908 km²), insula Skyros (212,5 km²) și alte câteva insulițe din apropierea sa (Megalonissos Petalion, Chersonissi ș.a.).
La acestea se adaugă și o mică parte a Greciei continentale formată din coasta vestică a canalului Evripos și municipalitatea Avlida (0,192 km²).

## Golful Evia (Evvoïkós Kólpos)
Braț al Mării Egee, situat între insula Evia și Grecia continentală. În dreptul orașului Chalkis, Golful Evia este "divizat" de canalul Evripos în Golful Evia de Nord (lung de aproape 80 km și lat de 24 km), și Golful Evia de Sud (lung de cca. 48 km și având o lățimea maximă de 14 km). 
Canalul Evripos care are o lungime de 8 km, o lățime variind între 1,6 km și 37 m și o adâncime de 6 până la 8 m fiind navigabil numai pentru vase mici. Partea centrală și cea mai îngustă a acestui canal este cunoscută și sub numele de strâmtoarea Evripos.
Adâncimea mică a canalului probează ipoteza apartenenței insulei la continent și formarea canalului prin scufundarea unei porțiuni de uscat datorită unor mișcări tectonice. Ipoteza e probată și de existența în apropierea insulei a unei mari falii tectonice precum și de scrierile lui Tucidide și Strabo care amintesc faptul că nordul insulei a fost zguduită în mai multe rânduri de cutremure puternice.